# Burgstall Tretzendorf
Der Burgstall Tretzendorf ist eine abgegangene spätmittelalterliche Wasserburg im Schlossteich neben dem Rathaus in  Tretzendorf, einem Ortsteil der Gemeinde Oberaurach im Landkreis Haßberge in Bayern.
Die Burg wurde 1279 erstmals erwähnt. Diese war im Besitz von Elisabeth(a) von Pünzendorf. Im selben Jahr vermachte sie die Burg und alle zugehörigen Güter dem Katharinenspital zu Bamberg. Als Gegenleistung sollte dieses für ihre Aufnahme und Versorgung sorgen. Am 7. September 1303 wurde die Schenkung von ihr wiederholt. Ihre Söhne Heinrich und Kuno siegelten als Zeugen.
Schon 1288 war der Ort Tretzendorf und der dazugehörige Zehnte als Lehen durch den ehemaligen Bamberger Bischof Manegold von Neuenburg (1285/86) an das Katharinenhospital gegangen.
Im 15. Jahrhundert werden die Pfleger des Spitals als Besitzer der Hofstätte am See genannt.
Die Burg wurde spätestens 1767 niedergelegt. 
Von der ehemaligen Burganlage sind noch geringe Reste im Schlossteich erhalten. Der mittelalterlicher Burgstall ist ein Bodendenkmal nach der Bayerischen Denkmalliste, die auf Basis des bayerischen Denkmalschutzgesetzes vom 1. Oktober 1973 erstellt wurde.